# Piotr Nikolski
Pour les articles homonymes, voir Nikolski.
Piotr Vassilievitch Nikolski (en russe : Пётр Васильевич Никольский), né le 1/13 septembre 1858 à Ousman (gouvernement de Tambov, Russie impériale) et mort le 13 mars 1940 à Rostov-sur-le-Don (Union soviétique), est un dermatologue russe.
Il étudie la médecine à l'université de Kiev et, à partir de 1884, devient l'assistant de Mikhaïl Stoukovenkov à la clinique de dermatologie de Kiev. En 1900, il devient professeur à Varsovie et travaille par la suite comme professeur à Rostov-sur-le-Don.
Il publie des articles en français et en russe sur les affections de la peau et sur le traitement de la syphilis. Il est l'auteur de L'état de la dermatologie et de la syphiligraphie en Russie jusqu'à 1884.
En 1896, il publie un article sur le pemphigus dans lequel il décrit un test dermatologique permettant de différencier le pemphigus vulgaire de la pemphigoïde bulleuse. Ce test est maintenant connu sous le nom de signe de Nikolsky.